# IEEE Visualization
IEEE Visualization and Visual Analytics (VIS) est une conférence annuelle sur la visualisation scientifique et la visualisation de données. C'est une des conférences de premier plan dans ce domaine avec un taux d'acceptation de 20% à 25%. 
Un jeu de données d'images, VIS30K, a été créé à partir des figures et des tableaux présents dans les publications de la conférence.

## Historique
- 2025 :  Autriche, Vienne
- 2024 :  États-Unis, Tampa
- 2023 :  Australie, Melbourne
- 2022 :  États-Unis, Oklahoma City
- 2021 :  États-Unis, La Nouvelle-Orléans
- 2020 :  États-Unis, Salt Lake City
- 2019 :  Canada, Vancouver
- 2018 :  Allemagne, Berlin
- 2017 :  États-Unis, Phoenix
- 2016 :  États-Unis, Baltimore
- 2015 :  États-Unis, Chicago
- 2014 :  France, Paris
- 2013 :  États-Unis, Atlanta
- 2012 :  États-Unis, Seattle
- 2011 :  États-Unis, Providence
- 2010 :  États-Unis, Salt Lake City
- 2009 :  États-Unis, Atlantic City
- 2008 :  États-Unis, Columbus
- 2007 :  États-Unis, Sacramento
- 2006 :  États-Unis, Baltimore
- 2005 :  États-Unis, Minneapolis
- 2004 :  États-Unis, Austin
- 2003 :  États-Unis, Seattle
- 2002 :  États-Unis, Boston
- 2001 :  États-Unis, San Diego
- 2000 :  États-Unis, Salt Lake City
- 1999 :  États-Unis, San Francisco
- 1998 :  États-Unis, Research Triangle Park
- 1997 :  États-Unis, Phoenix
- 1996 :  États-Unis, San Francisco
- 1995 :  États-Unis, Atlanta
- 1994 :  États-Unis, Washington
- 1993 :  États-Unis, San José
- 1992 :  États-Unis, Boston
- 1991 :  États-Unis, San Diego
- 1990 :  États-Unis, San Francisco